# 롤러블레이드
롤러블레이드(Rollerblade)는 인라인 스케이트 브랜드이다. 이탈리아의 테크니카 그룹의 자회사로, 인라인 스케이트의 보통 명칭으로도 불린다. 대한민국에서는 1991년에 처음으로 인라인스케이트 롤러블레이드가 보급되기 시작했다.